# 莫曳皆部

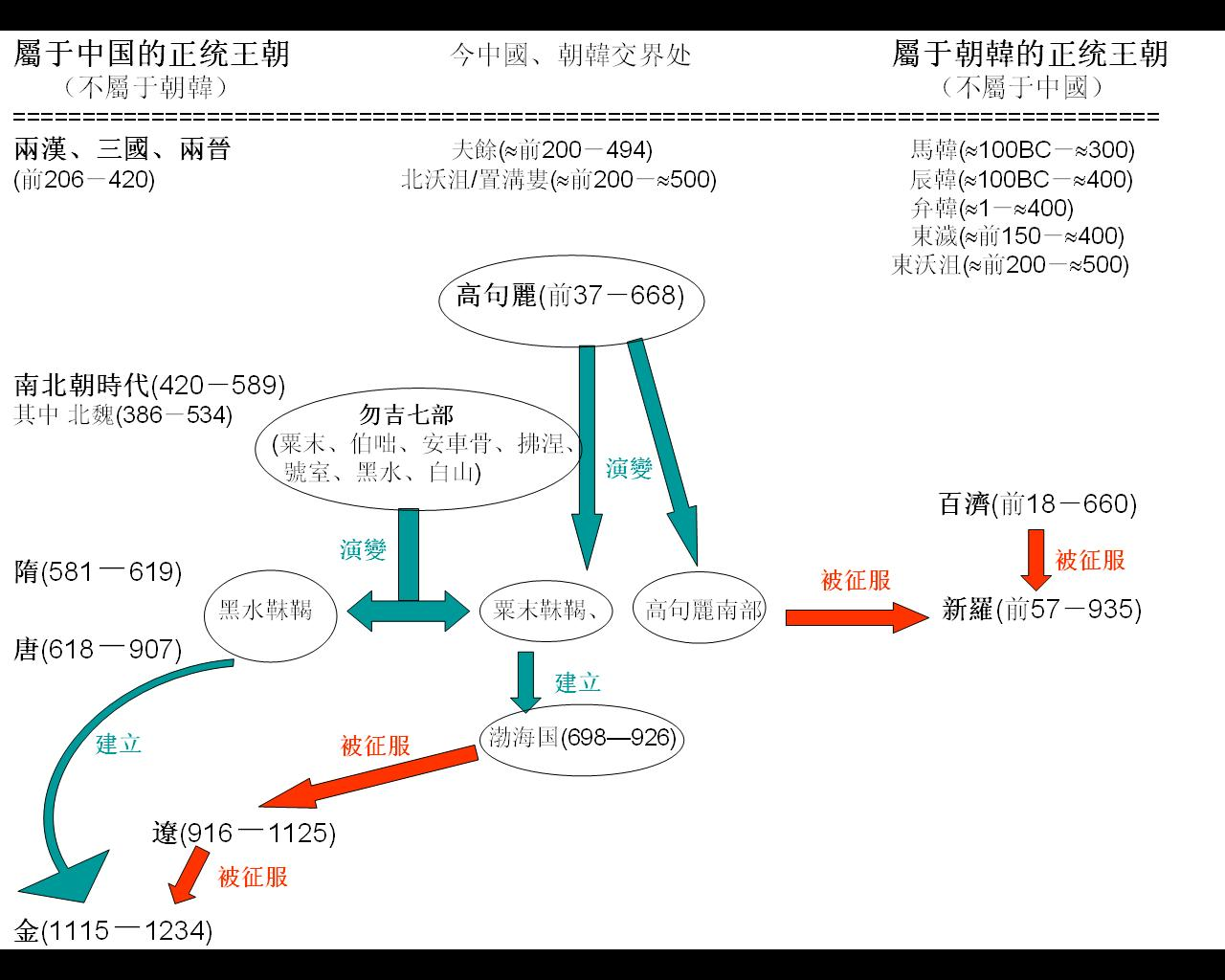
勿吉七部（靺鞨七部）の民族系統。勿吉七部（靺鞨七部）の粟末靺鞨の系統が渤海国に発展し、勿吉七部（靺鞨七部）の黒水靺鞨の系統が金に発展している。

莫曳皆部 （ばくえいかいぶ）（モエジェブ）は莫曳靺鞨（ばくえいまっかつ）ともいい、唐代の靺鞨七部の一派である黒水部から生まれた黒水靺鞨十六部族の一つであった。現在の黒龍江下流右岸のトゥムニン河周辺から豆満江地域まで含む沿海州南部に位置する。北東アジアの海上航路において重要な地点であり、開元年間（713-741年）には黒水都督府に属し唐王朝の統制下にあった。

## 歴史
莫曳皆部は唐への朝貢支配にあったが、仏涅や粟靺など他の靺鞨グループが間にあったために地理的に唐朝との疎通が遮断されており、726年唐朝の玄宗が設置した黒水都督府に他の靺鞨の族長を介したの間接的な統治が行われていた。莫曳皆族の漁猟や狩猟が生業の中心で、流鬼国（オホーツク人）などと樺太やカムチャッカ方面の間の交易を行っていた。
国が変わり他の靺鞨族が渤海国の管轄になってからも渤海に設置された7つの県と州はこのリストには記載されていないことから莫曳皆部は渤海の直接管轄制度に完全に組み込まれていなかった。郡利部や窟説部同様に渤海の滅亡まで半独立を維持していた。
莫曳皆部の位置は豆満江地域の発掘調査などによって豆満江地域含めた沿海州南部にほぼ比定されてはいるが、中国の歴史書「新唐書」（北夷伝）を論拠にしたサハリン南部を莫曳皆部とする説も根強くあり、サハリンの最も古い文献に当時サハリンに居住していたアイヌ系サハリン住人（骨嵬・庫葉）の出身地として「莫曳皆」の記載があったとしている。